# Colomba (Mérimée)

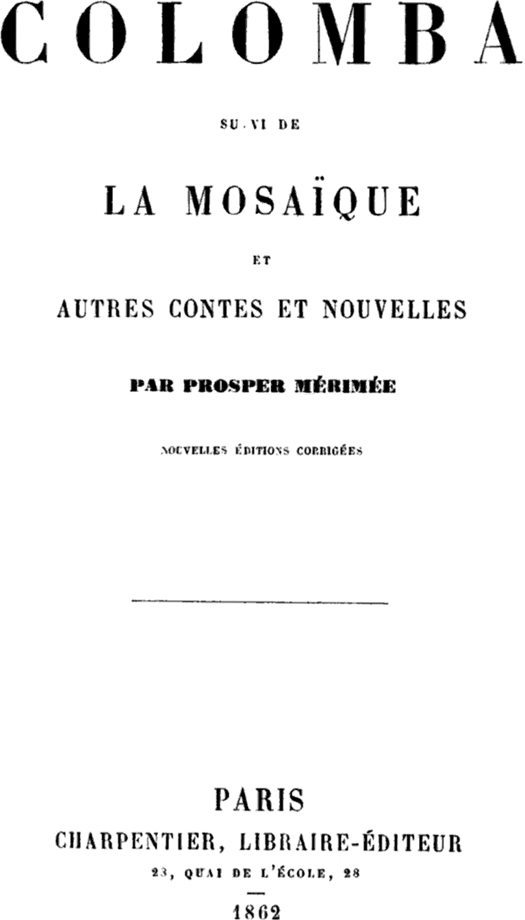
Titelseite Colomba
einer Pariser Ausgabe anno 1862

Colomba ist eine Novelle des französischen Schriftstellers Prosper Mérimée, die am 1. Juli 1840 in dem Magazin „Revue des Deux Mondes“ erschien. Ein Jahr zuvor hatte sich der Verfasser im August und September auf Korsika, dem Ort der Handlung, aufgehalten. Thematisiert wird die korsische Vendetta.
In Buchform erschien die Novelle erstmals 1841 bei Magen & Comon in Paris. Die ersten beiden deutschen Übertragungen, von Adolf Laun und Ludwig Schneegans besorgt, kamen 1872 in Leipzig und München heraus.

## Handlung
Um 1817 in Frankreich nimmt der verwitwete irische Oberst Sir Thomas Nevil, ein passionierter Jäger, von Marseille aus zusammen mit seiner einzigen Tochter Miss Lydia einen korsischen Schoner nach Ajaccio. Auf der Fahrt machen die beiden Vergnügungsreisenden die Bekanntschaft des jungen Oberleutnants Orso Antonio della Rebbia. Orso stammt aus der Gegend um Bastia. Außer ihrer Jagdleidenschaft entdecken die beiden Militärs eine weitere Gemeinsamkeit. Bei Quatre-Bras und Waterloo standen sie sich als Feinde gegenüber. Der Oberleutnant hatte im 18. Regiment seines Vaters, des Obersten della Rebbia, für den Kaiser gekämpft. Danach war der Vater auf die Insel zurückgekehrt und nahe dem Heimatdorf Pietranera ermordet worden. Orso verurteilt „als überzeugter Liberaler“ die Vendetta, der der Vater zum Opfer gefallen ist. Die betreffenden Familienfehden der della Rebbia gegen das Haus Barricini reichen bis in das 16. Jahrhundert zurück. Anno 1812 dann wird der Rechtsanwalt Giudice Barricini Bürgermeister des Marktfleckens Pietranera und intrigiert in mehreren Grundstücksangelegenheiten gegen Orsos Vater. Kurz vor seinem Ende, nach einem Lungenschuss am eigenen Blute erstickend, kritzelt Orsos Vater den Namen des Todesschützen in sein Notizbüchlein. Der Bürgermeister bekommt das Papier in die Hände und präsentiert der Strafverfolgungsbehörde darauf einen der meistgesuchten korsischen Banditen als Mörder. Dieser wird wenig später von Feldjägern erschossen.
Orso hatte als 15-Jähriger Korsika verlassen, in Pisa die Schule besucht, war in der Fremde an der Kriegsschule Offizier geworden und kehrt nach Jahren auf besagtem Schoner auf die Insel zurück. Er will seine Schwester verheiraten und seine kleinen Besitzungen verkaufen. Zunächst aber begeben sich Orso und Oberst Nevil von Ajaccio aus jeden Morgen zeitig auf die Jagd. Der Oberst lernt den Oberleutnant schätzen. Orsos um die 20 Jahre alte schöne Schwester Colomba holt den Bruder zu Pferde ab. Der Oberst schenkt dem Jagdgenossen zum Abschied eine großkalibrige Mantonbüchse. Orso lädt die beiden „Engländer“, wie die irischen Gäste auf Korsika heißen, nach Pietranera ein.
Die Klagedichterin Colomba sinnt seit zwei Jahren schon auf Rache. In der Öffentlichkeit hatte das „große und kräftige junge Weib, das, fanatisch von seinem barbarischen Ehrgefühl besessen“, die Barricini des Mordes an dem Vater bezichtigt. Nach Colombas festem Willen soll Orso den Todesschützen richten.
So kommt es auch. Mehr noch, der Oberleutnant erschießt beide Söhne des Rechtsanwalts. Zwar waren seit Orsos Heimkehr ins Dorf dem Doppelschuss mit der Mantonbüchse bereits tätliche Auseinandersetzung der beiden streitenden Parteien della Rebbia und Barricini vorausgegangen, doch das Faustrecht erweist sich in Colombas Augen als ein viel zu schwaches Mittel zum Zweck. Das energische Mädchen muss kräftig nachhelfen. Colomba gießt in der Küche Kugeln für die Manton. Insgeheim schlitzt sie dem Rappen des auf dem Festland in der Zivilisation allzu liberal geratenen Bruders hinterlistig ein Ohr auf, um sich darauf lauthals über den niederträchtigen Widerpart zu empören. Solche angebliche Beleidigung bringt Orsos kühles Blut in Wallung. Immerhin meint der Oberleutnant, er wisse den Anlass für die Ermordung seines Vaters: Rechtsanwalt Barricini habe den Vater zu Lebzeiten mit einem gefälschten Drohbrief verleumdet. Und freilich lauern die Söhne des Rechtsanwalts dem Oberleutnant auf. Der wachsame kriegserprobte Held Orso erwidert lediglich das feindliche Feuer, das ihn verwundet.
Als daraufhin die Hirten der Barricini gegen die della Rebbia anrücken, tritt Colomba den „Memmen“ mit „Stolz“ und „Festigkeit“ entgegen. Dazu der Erzähler: „In Colombas Stimme und Haltung war etwas Überwältigendes und Furchtbares; bei ihrem Anblick wich die Menge erschrocken zurück…“ Und noch ein zweites Mal wirft Colomba dem Vater der beiden toten jungen Männer vor, er habe das im Todeskampf bekritzelte Blatt Papier ihres Vaters gefälscht. Mit „einem Lächeln der Verachtung auf den Lippen“ schaut sie zu, wie die Leichen ins Vaterhaus der Gegenpartei getragen werden.
Orso muss sich als Geächteter zu den Banditen in die Macchie zurückziehen und wird von den Feldjägern gehetzt. Miss Lydia, inzwischen mit ihrem Vater der Einladung Orsos gefolgt, setzt sich für den Verwundeten ein. Nach ein paar Monaten wird das Verfahren gegen Orso eingestellt. Es gilt als erwiesen, der Oberleutnant hat in Notwehr gehandelt.
Miss Lydia und Orso heiraten. Die Hochzeitsreise führt sie zusammen mit Sir Nevil und Colomba nach Pisa. In einer Gastwirtschaft begegnet Colomba zufällig dem Rechtsanwalt Giudice Barricini. Der Anwalt hat den Verstand verloren und ist in der Obhut von Verwandten. Als der Geistesgestörte Colomba erkennt, gibt er zu, der sterbende Oberst della Rebbia habe den Namen eines der beiden Barricini-Söhne auf die besagte Seite in das Notizbuch gekritzelt. Aber, so fragt der Kranke, warum mussten beide Söhne sterben? Colomba steht zu ihrer Rache. Sie kann nicht verzeihen.

## Form
Der anonyme Ich-Erzähler mischt sich ab und zu ein, indem er z. B. sein Werk als eine „wahrheitsgetreue Erzählung“ bezeichnet. Er erzählt von einer Jahre zurückliegenden Zeit, etwa, wenn der Reiter Orso hinter Sümpfen verschwindet, „an deren Stelle sich heutzutage eine schöne Baumpflanzung erhebt“. Der Erzähler gibt dem Leser Einblick in seine Schreibstrategie: „Ich will hier nicht versuchen, die Empfindugen des unglücklichen jungen Mannes wiederzugeben, die so verworren waren…“ Oder er schaut über Kapitelgrenzen hinaus: „Wer diese Leute waren, wird man gleich erfahren.“ Der Erzähler bewahrt dabei mitunter nur wenig Distanz zum Erzählten. So ist wiederholt von Brusco, dem findigen Hund der Banditen, die Rede, der anschließend als „unser“ Hund bezeichnet wird.

## Adaptionen

### Oper
- Colomba, Lyrisches Drama in drei Akten mit Prolog op. 40 von Henri Büsser. Uraufführung in Nizza 1921.[15]

### Verfilmungen
- 1915 Colomba. USA. Regie: Travers Vale. Mit Gretchen Hartman, Charles Perley und William J. Butler.[16]
- 1920 Colomba. Frankreich. Regie: Jean Hervé.[17] Mit Victor Vina, Mirella Marcovici und Marthe Laverne.[18]
- 1933 Colomba. Frankreich. Regie: Jacques Séverac. Mit Génica Athanasiou, Jean Angelo und Josette Day.[19]
- 1950 Vendetta. Regie: Mel Ferrer. Mit Faith Domergue, George Dolenz  und Donald Buka.[20]

TV
- 1957 Colomba. Regie: Flavio Rangel. Mit Sérgio Britto, Aldo de Maio und Nathalia Timberg.[21]
- 1972 Colomba. Mit Carmen de la Maza, Lola Gaos und Pepe Martín.[22]
- 1981 Colomba. Regie: Giacomo Battiato. Mit Anne Canovas, Jean Poissery und Alain Cuny.
- 2005 Die Rache der Colomba. Regie: Laurent Jaoui.  Mit Olivia Bonamy, Grégory Fitoussi und Claire Borotra[23]

## Deutsche Ausgaben
- Otto Görner (Hrsg.): Kolomba, S. 71–225 (Übersetzer: Adolf Laun) in Prosper Mérimée: Carmen und andere Novellen. H. Fikentscher Verlag, Leipzig 1932 in der Hafis-Lesebücherei. 317 Seiten

### Verwendete Ausgabe
- Colomba. S. 73–236 in Prosper Mérimée: Auserlesene Novellen (enthält noch: Tamango. Federigo. Die etruskische Vase. Carmen. Die Venus von Ille. Das Gäßchen der Madama Lucrezia. Das Blaue Zimmer). Übersetzer: Helmut Bartuschek (1951). Mit einer Einleitung von Herbert Kühn. Dieterich’sche Verlagsbuchhandlung zu Leipzig 1965 (5. Aufl., Lizenz Rudolf Marx). 398 Seiten